# Weberstraße 2 (Quedlinburg)

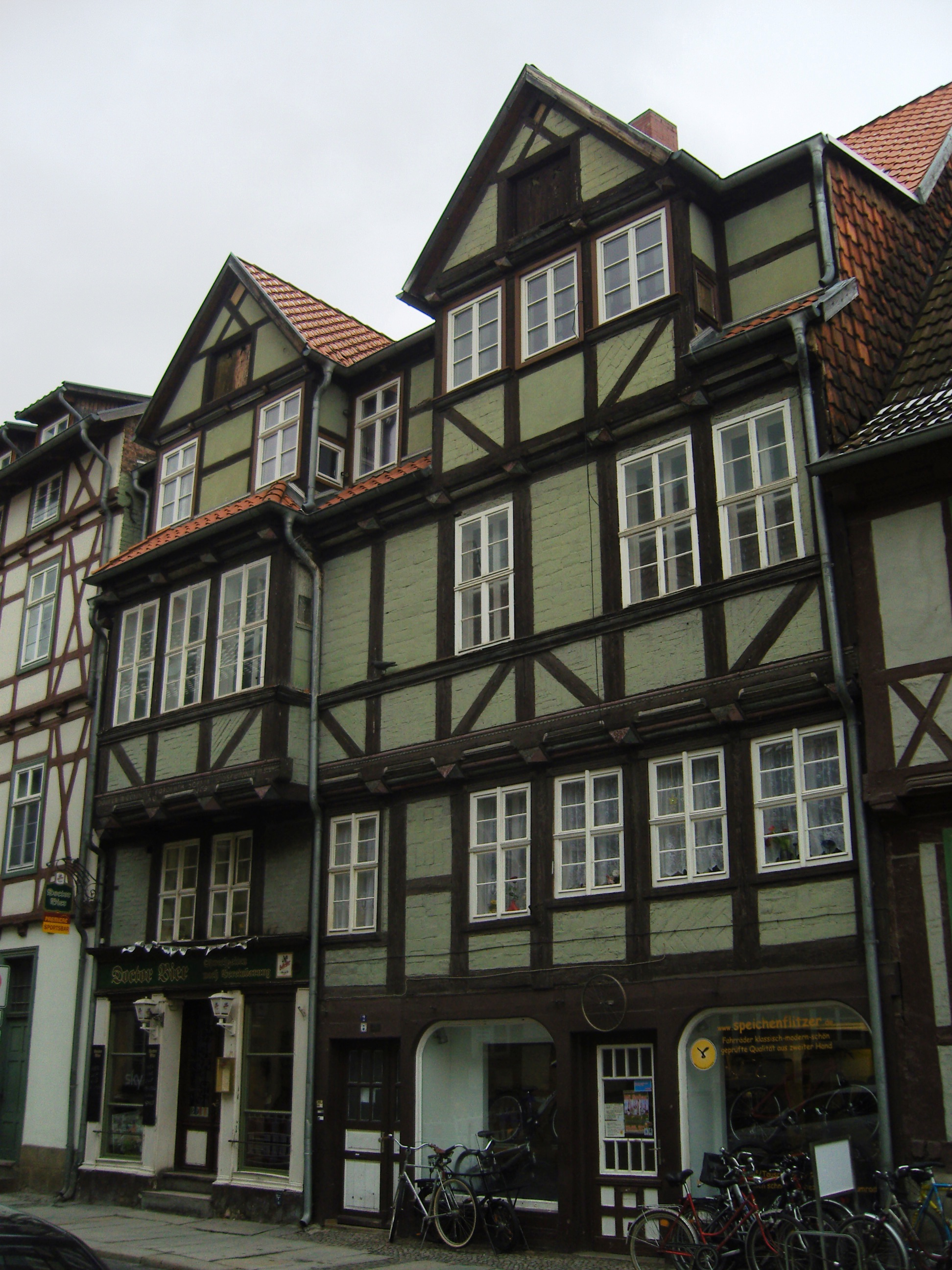
Haus Weberstraße 2

Das Haus Weberstraße 2 ist ein denkmalgeschütztes Gebäude in der Stadt Quedlinburg in Sachsen-Anhalt.

## Lage
Es befindet sich im nördlichen Teil der historischen Quedlinburger Neustadt und gehört zum UNESCO-Weltkulturerbe. Im Quedlinburger Denkmalverzeichnis ist es als Wohnhaus eingetragen. Südlich grenzt das gleichfalls denkmalgeschützte Haus Weberstraße 1, nördlich das Haus Weberstraße 3 an.

## Architektur und Geschichte
Das große dreigeschossige Fachwerkhaus entstand nach einer Datierung im Jahr 1697. Auffällig ist die asymmetrische Anordnung zweier auf dem Haus befindlicher Zwerchhäuser. Auch das darunter befindliche zweite Obergeschoss kragt im linken und rechten Gebäudeteil unterschiedlich stark vor. Auf der linken, südlichen Seite befindet sich darüber hinaus ein Erker. Die Fachwerkfassade verfügt über üppig verzierte Stock- und Dachschwellen. Es finden sich Pyramidenbalkenköpfe, profilierte Füllhölzer, Brüstungsstreben und Schiffskehlen. Die Gefache sind mit Zierausmauerungen versehen.
In der Zeit um 1900 wurden im Erdgeschoss Läden eingebaut.